# 御物

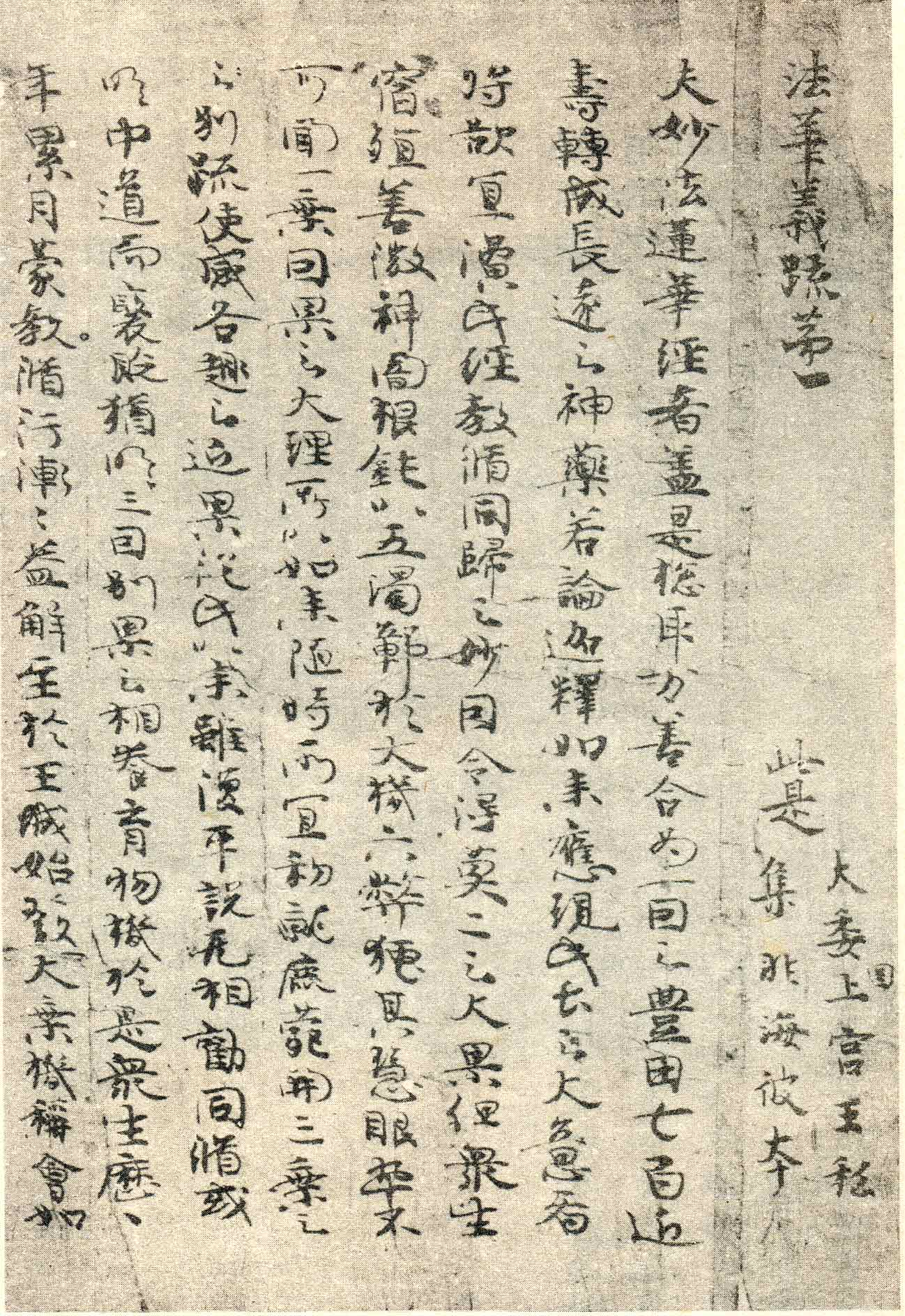
法華義疏（巻頭）

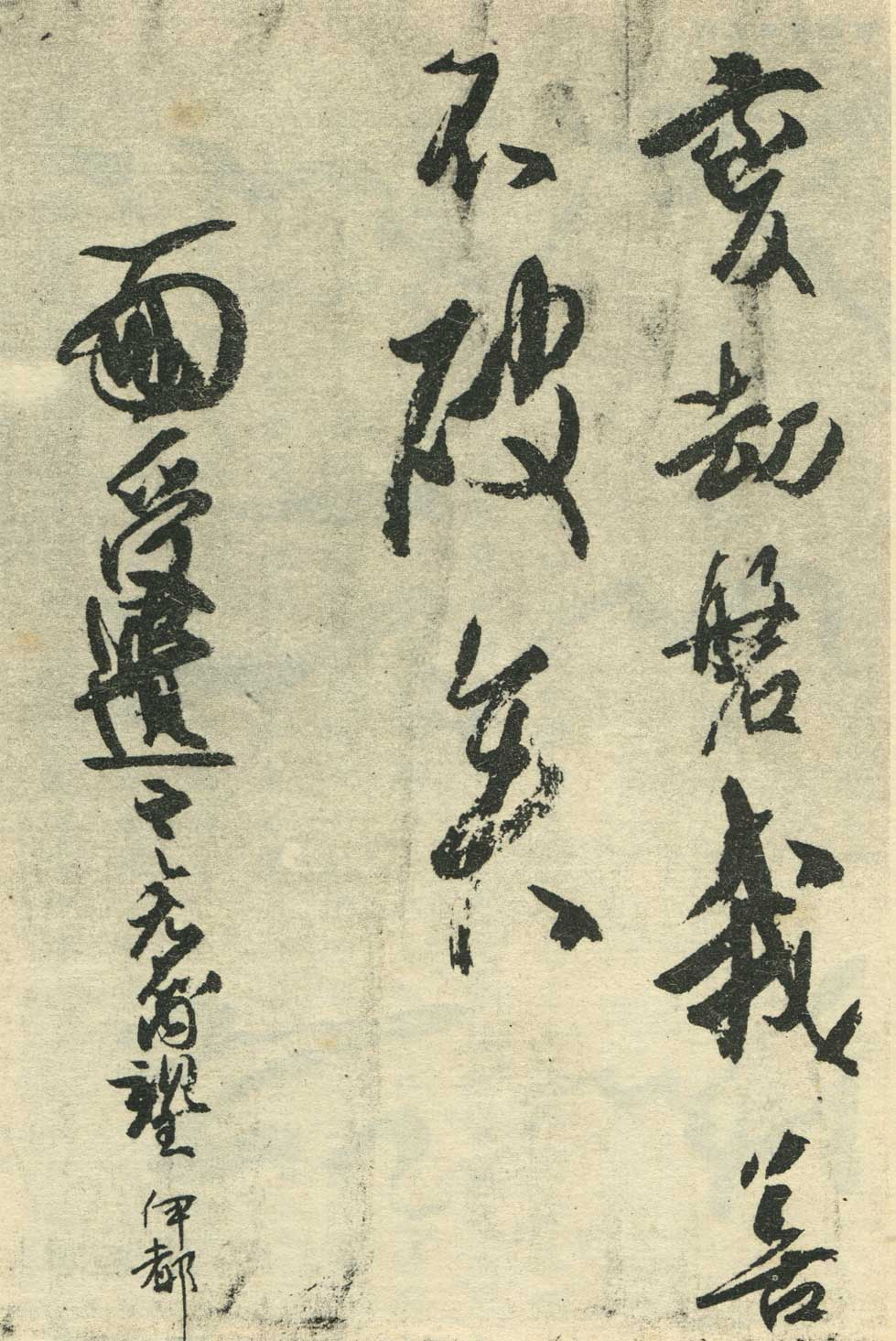
伊都内親王願文（末尾の部分。「伊都」は内親王の自署）

御物（ぎょぶつ、古典では ごもつ、おもの とも）は、日本の皇室の私有品になっている絵画、書跡、刀剣などである。
「御物」の用例としては、室町幕府8代将軍足利義政の所蔵品を指して「東山御物（- ごもつ）」、徳川家伝来の名物茶道具を指して「柳営御物（りゅうえいごもつ）」などと言う場合があるが、単に「御物」と言えば皇室の私有物を指し「ぎょぶつ」と読むのが通例である。

## 御物の変遷

### 戦前まで
第二次世界大戦以前には、皇室に代々伝わる品、購入した美術品、有力武将が献上した刀などが混在していた。東京、京都、奈良の帝室博物館（現 国立博物館）の所蔵品なども「御物」であった。

### 昭和戦後
第二次大戦後は、日本国憲法第88条の規定に基づき、皇室の資産は原則として国有財産となり、皇居をはじめ御用地、御用邸など土地建物、正倉院の宝物などはすべて国有財産（皇室用財産）となる。御物は慣例的に文化財保護法による指定の対象外となっており、国宝や重要文化財などには指定されていない。

### 平成
1989年の昭和天皇崩御に伴い、同年「御物」の大部分は相続にともなって天皇から国庫に物納され、宮内庁管轄の三の丸尚蔵館に収蔵されている。三の丸尚蔵館所蔵品には狩野永徳筆の「唐獅子図屏風」、絵巻の名品として知られる「春日権現験記絵巻」「蒙古襲来絵詞」、伊藤若冲の代表作「動植綵絵」、小野道風の「屏風土代」などが含まれる。これらの作品は、1989年以降は「御物」ではなく国有財産になったが、御物と同じく文化財保護法の対象外であり、いずれも国宝や重要文化財には指定されていなかった。しかしながら、2021年（令和3年）以降は、これらの御物以外の国有財産が文化財保護法の対象として国宝や重要文化財に指定されるようになり、同年7月に文化財指定の第1弾として上記5点の作品が国宝に指定された。
一方で「三種の神器」をはじめとする、皇室にゆかりの深い品々や、歴代天皇・皇族の肖像、遺筆、儀式に用いる刀剣類などの皇室経済法7条にいう「皇位とともに伝わるべき由緒ある物（『御由緒物』）」については国庫の帰属から除かれ、1989年以降も「御物」と呼ばれている。これらの御物は宮内庁侍従職の管理下にあり、主に皇居内の山里御文庫と京都御所内の東山御文庫に保管されている。
3180件が「国有財産」、580件が「御由緒物」に仕分けされ、残りの800件が引き続き「御物」にとどまった。

## 御物の例
昭和天皇崩御後も引き続き御物となっている美術品としては下記のようなものがある。
- 聖徳太子及び二王子像　法隆寺献納御物（1878年法隆寺から献納）
- 後鳥羽天皇像 - 鎌倉時代
- 法華義疏　法隆寺献納御物
- 伊都内親王願文（いと ないしんのう がんもん）（伝橘逸勢筆）
- 桂宮本万葉集（桂宮家伝来）
- 太刀 銘国綱（鬼丸）
- 太刀 無銘（小烏丸）
- 太刀 銘備前国友成（鶯丸）
- 太刀 銘国永（鶴丸）
- 太刀 銘吉光（一期一振）
- 短刀 銘吉光（名物平野藤四郎）
- 太刀 銘則宗
- 刀 無銘正宗（名物会津正宗）
- 太刀 銘一（名物道誉一文字）
- 歴代天皇の肖像、筆跡（宸翰）など

昭和天皇の崩御にともない国有に移管され、宮内庁の三の丸尚蔵館が保管する旧御物については「三の丸尚蔵館」の項を参照。